# Altenberg (Bad Kissingen)

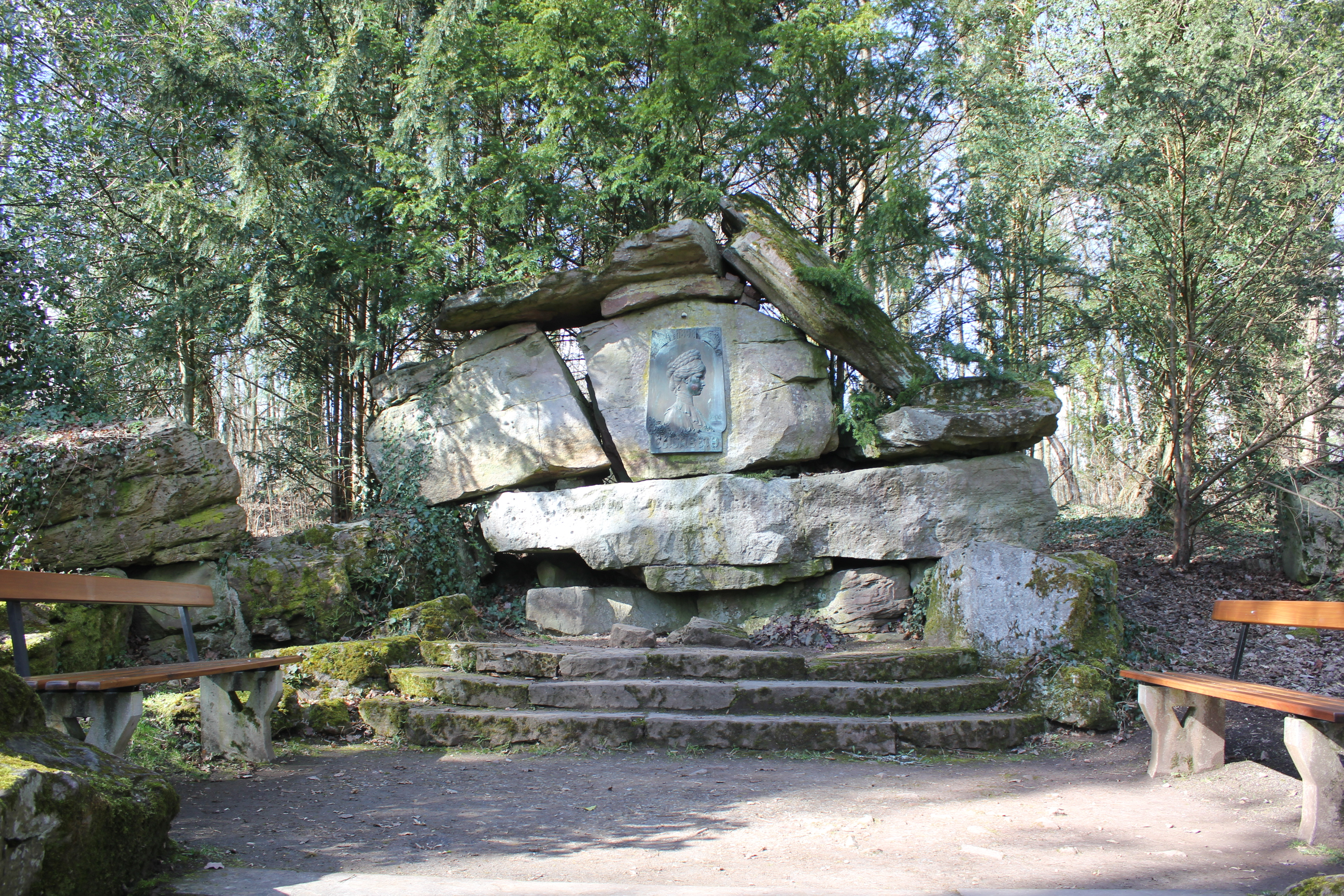
Das „Sisi“-Denkmal auf dem Altenberg

Der Altenberg (Ausspracheⓘ) ist eine Erhebung in Garitz, einem Stadtteil der bayerischen Kurstadt Bad Kissingen im unterfränkischen Landkreis Bad Kissingen.

## Geographische Lage und Geologie
An der Nord- und Westseite des Altenbergs schließt sich Garitzer Wohngebiet an. Seine Süd- und Südwestseite werden vom Westring, einem Teil der Bad Kissinger Umgehungsstraße gestreift. An der Ostseite befinden sich die Bad Kissinger Bismarckstraße und der Luitpoldpark.
Der 284 Meter hohe Altenberg liegt als Umlaufberg in einer Schlinge der Fränkischen Saale. Ablagerungen von Hochschotter an den Flächen der Saaletäler lassen auf einen anderen Verlauf der Saale in früheren Zeiten schließen, und zwar vom heutigen Stadtteil Hausen aus in einer östlichen Schleife zum Götzenberg, danach in einem westlichen Bogen um den Altenberg und dann wieder in einer östlichen Schleife zum Finsterberg hin, von wo aus die Saale ihren heutigen Weg fortsetzt. Durch die Krümmung des ehemaligen Saaleverlaufs um Garitz entstand der Altenberg. An den Kuppen des Altenbergs befinden sich Reste von Muschelkalk, Ablagerungen des einstigen Muschelkalkmeeres.

## Geschichte

### Anfänge
Bereits in der Zeit keltischer Besiedlung soll auf dem Altenberg (dem mons antiquus) eine Fliehburg bestanden haben, deren Anlage nach Westen bis in die Garitzer Gemarkung reichte (siehe Ringwall Altenberg). Die erste bekannte Erwähnung dieser Anlage stammt aus dem Jahr 1580 mit dem Namen „Altenburg“, von dem sich im Jahr 1847 der Name des Altenberges abgeleitet hat. In einer Ratsurkunde aus dem Jahr 1629 wird die Anlage als „Werk“ bezeichnet. Ein Katasterblatt aus dem Jahr 1847 dokumentiert die ursprüngliche halbkreisförmige Anlage der keltischen Burg.
Es gibt die Sage, dass es seit den Zeiten dieser Burg – besonders in stürmischen Nächten – Geister auf Wanderer auf dem Weg zwischen Garitz und Bad Kissingen abgesehen haben, der dadurch den Namen Gespensterweg erhielt. Der Garitzer Bürgermeister Johann Michael Sell wusste zu berichten, dass sich junge Männer diese im 19. Jahrhundert erstmals erzählte Sage zunutze machten, um Spaziergänger auf dem Altenberg zu erschrecken.

### Umgestaltung (1849)
Im 19. Jahrhundert erhielt der Altenberg durch von dem königlich-bayerischen Hofgärtner Jacob Ickelsheimer angelegte Parkwege und gepflanzte Bäume seinen heutigen Parkcharakter. Wie Professor Michael Stöger in seiner Chronik Heilmittel des Kurortes Bad Kissingen berichtete, fand Hofgärtner Ickelsheimer innerhalb der keltischen Burganlage „viele halbvermoderte Knochen, Hirschgeweihe und Sauwaffen“ und bekam den Auftrag, „die Mauern zu[zu]schütten und [zu] bepflanzen, damit man deswegen weiter keine Schreiberei mehr hat“. Ein im Jahre 1882 im neoklassizistischen Stil errichtetes Denkmal erinnert an Ickelsheimer, der im Jahre 1875 Ehrenbürger von Bad Kissingen wurde (siehe auch Liste der Ehrenbürger von Bad Kissingen).
Im Rahmen der Umgestaltung entstanden im Jahr 1849 die Walhalla, der Rundtempel und das Sonnensalett.

### Deutscher Krieg (1866)

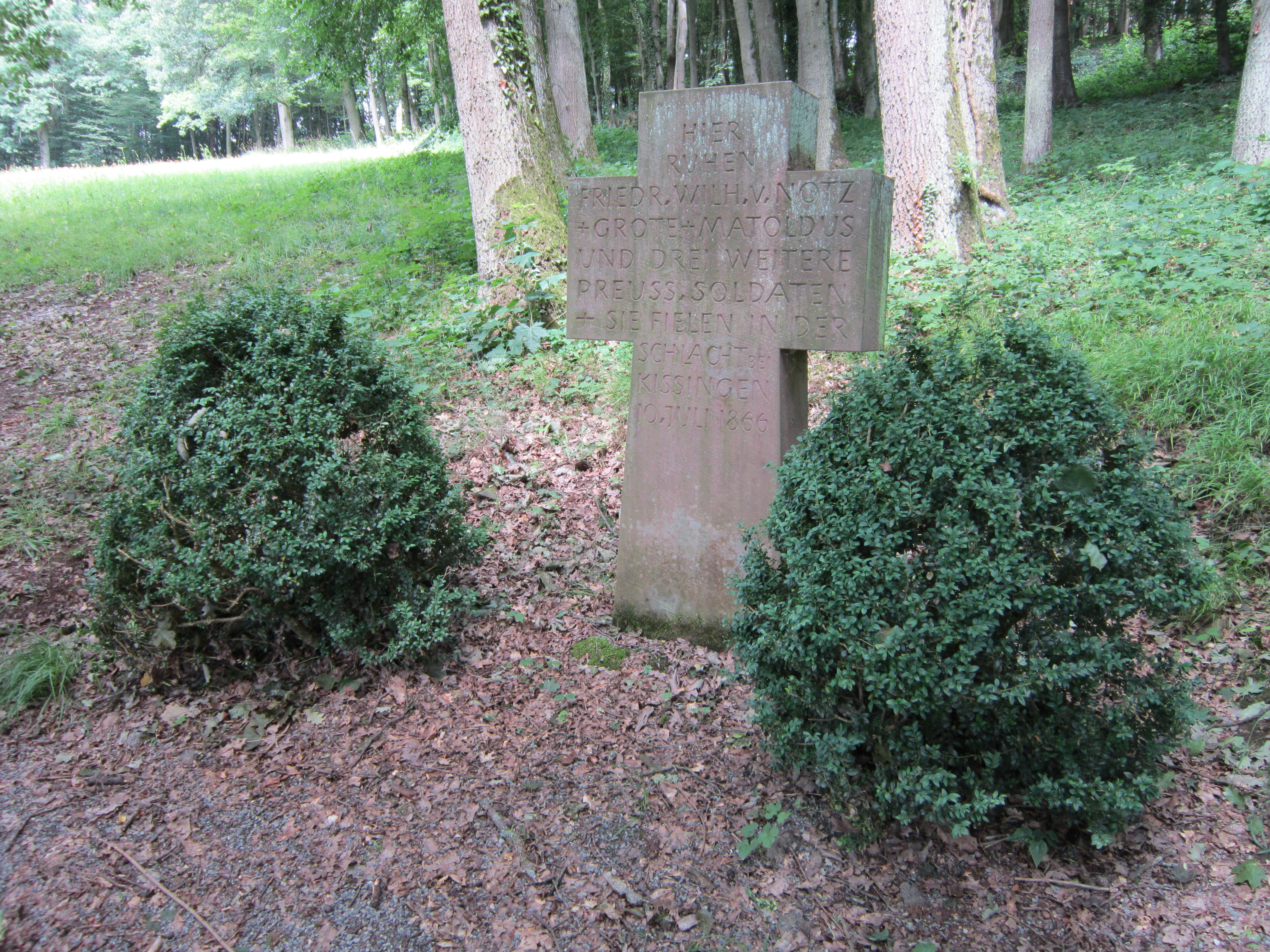
Gedenkkreuz Deutscher Krieg.

Im Deutschen Krieg zogen 1866 preußische Truppen von Westen kommend über Garitz nach Bad Kissingen und besetzten die damalige Villa Vay (das heutige Café Bellevue). Trotz Zerstörung der Saalebrücken durch die Bayern waren die preußischen Truppen in der Lage, über Reste des ehemaligen Lindesmühlstegs (an der heutigen Südbrücke) und des heutigen, am Campingplatz gelegenen Preußenstegs unterhalb des Altenbergs vom Süden her nach Kissingen zu gelangen, indem sie die Brückenreste mit Bänken, Fensterläden und Tischplatten aus der Villa Vay ausbauten.
Ein auf dem Altenberg oberhalb des Cafés Bellevue errichtetes Sandsteinkreuz erinnert an die Schlacht. Dreißig Meter vom Sandsteinkreuz entfernt befanden sich zwei Gräber: In dem einen Grab waren ein Fähnrich der 2. Kompanie, ein Tambour und ein Musketier der 3. Kompanie des 15. preußischen Infanterieregiments bestattet; alle drei waren beim Lindesmühlsteg gefallen. Im zweiten Grab fanden drei weitere preußische Soldaten ihre letzte Ruhe.
Das Grab des Fähnrichs hatte dessen Mutter errichten und vom Bad Kissinger Fotografen W. Cronenberg fotografieren lassen. Nach mündlicher Überlieferung wurde dieses Grab wie auch das der drei preußischen Soldaten im Jahr 1945 von angetrunkenen Amerikanern mit ihren Jeeps umgefahren. Im Jahr 1970 errichtete die Kurgärtnerei in 30 Metern Entfernung das Sandsteinkreuz zur Erinnerung an die sechs gefallenen Soldaten. Im Bad Kissinger Stadtarchiv hat sich ein Gedicht erhalten, das Karl Schütte am 3. Juli 1912 in Gedenken an seinen Kameraden, den Fähnrich beim Infanterieregiment, verfasst hatte.

### Kaiserin „Sisi“
Die als „Sisi“ bekannte österreichische Kaiserin Elisabeth machte während ihrer Kissinger Kuraufenthalte in den Jahren 1862 bis 1865 gerne Spaziergänge auf dem Altenberg. Ihr letzter Aufenthalt war am 18. April 1898, wenige Monate vor ihrem Tod, in der an einem Hang des Altenbergs gelegenen Villa Monbijou. Am Tag der Ankunft der Kaiserin veröffentlichte die örtliche Saale-Zeitung ein Willkommensgedicht, das die Freude von Flora und Fauna des Altenbergs über die Ankunft der Kaiserin schildert.
Zu Ehren der Kaiserin wurde im Jahr 1907 wenige Meter hinter dem Rundtempel das Sisi-Denkmal errichtet.

### 20. Jahrhundert
Nach dem Bau der Israelitischen Kinderheilstätte in der Salinenstraße 34 im Jahr 1905 entstand am Altenberg im Jahr 1927 ein Kurhospiz für Erwachsene, das bereits im Sommer 1928 196 kur- und erholungsbedürftige Juden betreute.

## Anlagen und Flurdenkmäler auf dem Altenberg

### Ickelsheimer-Denkmal

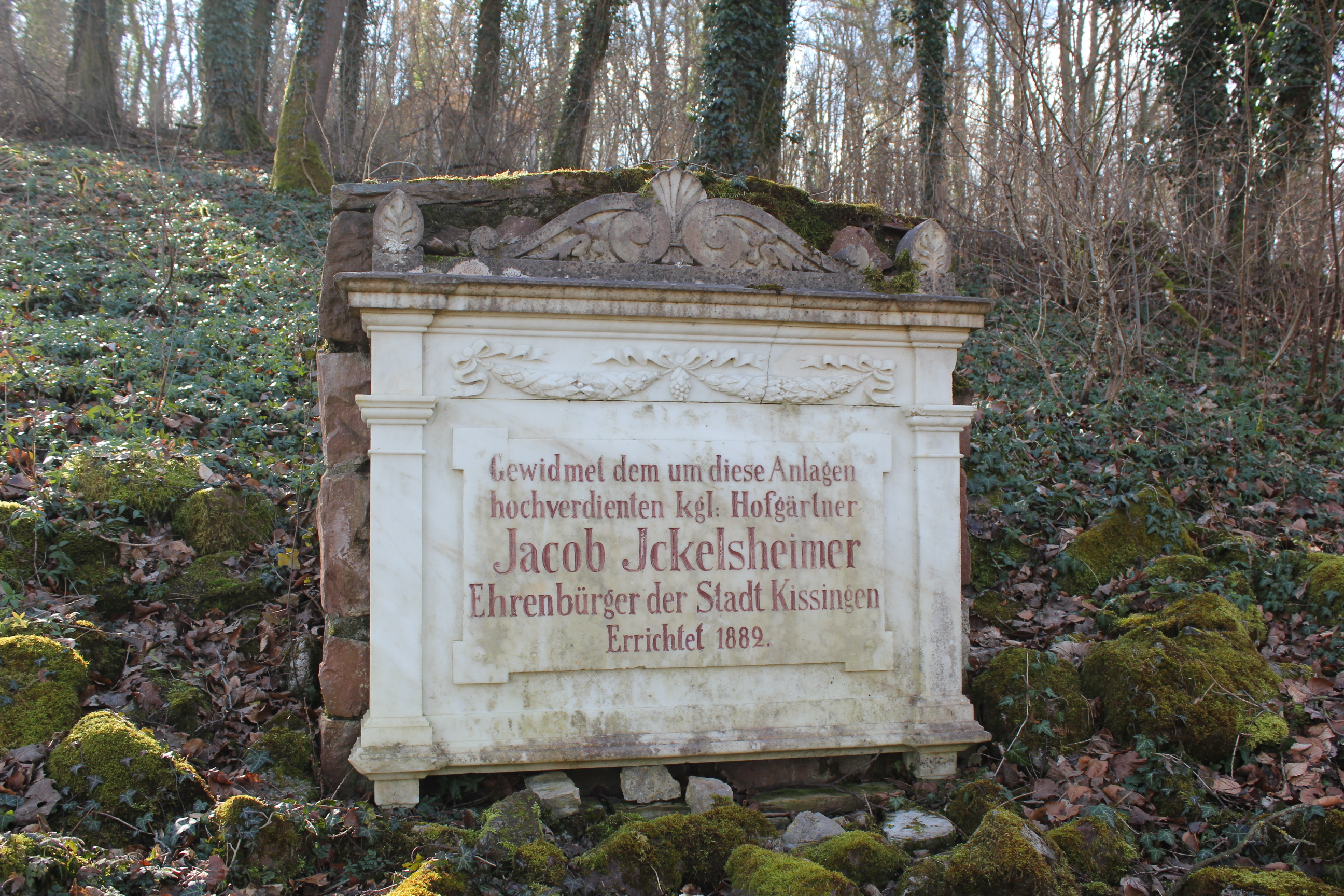
Ickelsheimer-Denkmal

Das Ickelsheimer-Denkmal gehört zu den Bad Kissinger Baudenkmälern und ist unter der Nummer D-6-72-114-126 in der Bayerischen Denkmalliste registriert.
Das Ickelsheimer-Denkmal wurde im Jahre 1882 im neoklassizistischen Stil errichtet. Es erinnert an den königlich-bayerischen Hofgärtner Jacob Ickelsheimer, der den Altenberg im Jahr 1849 zur Parkanlage umfunktionierte und im Jahre 1875 Ehrenbürger von Bad Kissingen wurde (siehe auch Liste der Ehrenbürger von Bad Kissingen).

### Walhalla

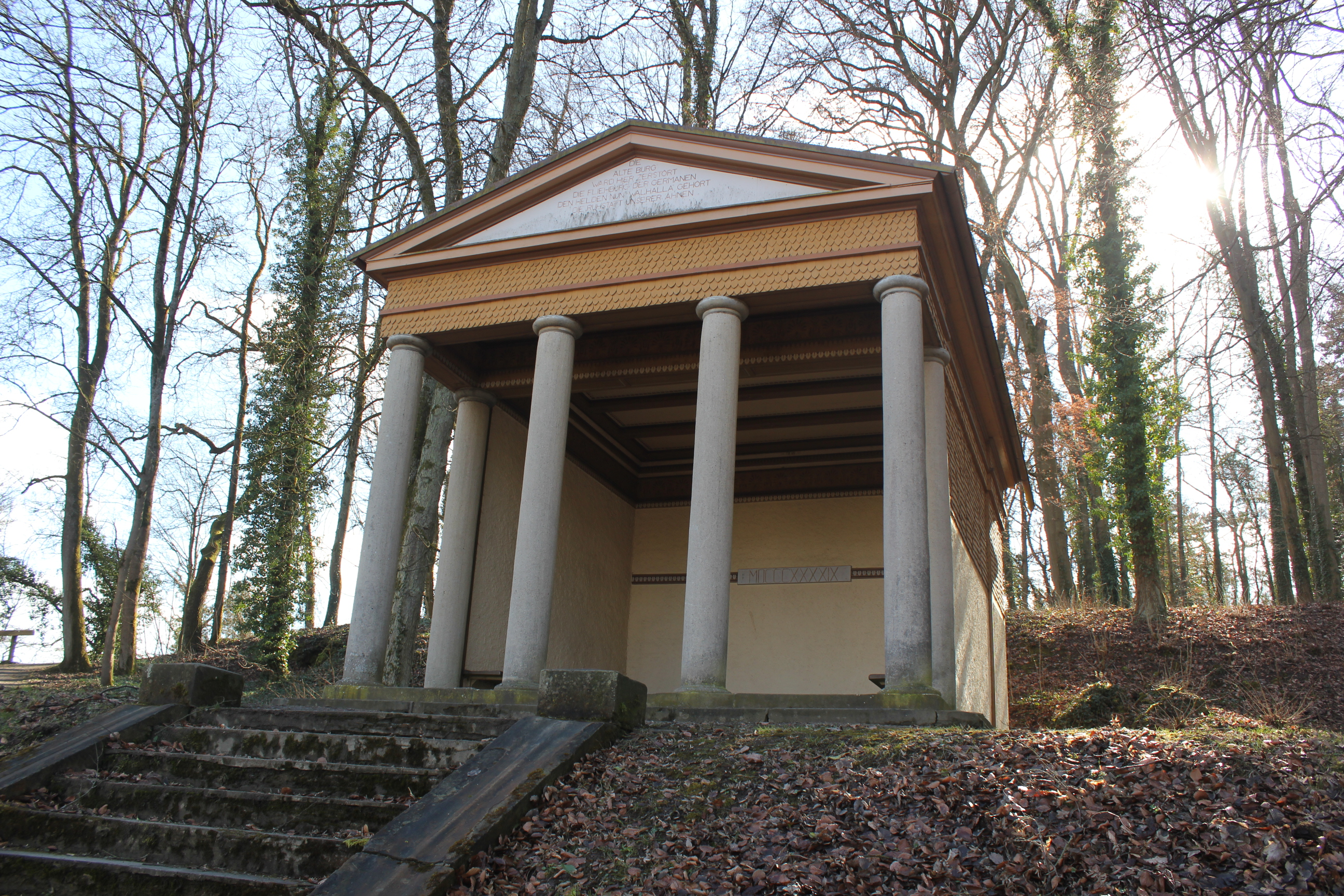
Walhalla

Im Rahmen der Umgestaltung entstand im Jahr 1849 die Walhalla. Die Walhalla gehört zu den Bad Kissinger Baudenkmälern und ist unter der Nummer D-6-72-114-126 in der Bayerischen Denkmalliste registriert.
Bei der Walhalla handelt es sich um einen Gartentempel, der als kleiner Prostylos mit offener Cella gestaltet ist. Der ursprünglich wohl aus Holz bestehende Tempel ist mit teilweise verschindelten Außenwänden und Säulen aus Kunststein ausgestattet. Der Name Walhalla bezieht sich laut Inschrift an der Frontseite auf die einstige keltische Fliehburg: „Die alte Burg ward hier zerstört, die Fliehburg der Germanen. Den Helden nun ‚Walhalla‘ gehört, die Ruhstatt unserer Ahnen“.

### Rundtempel

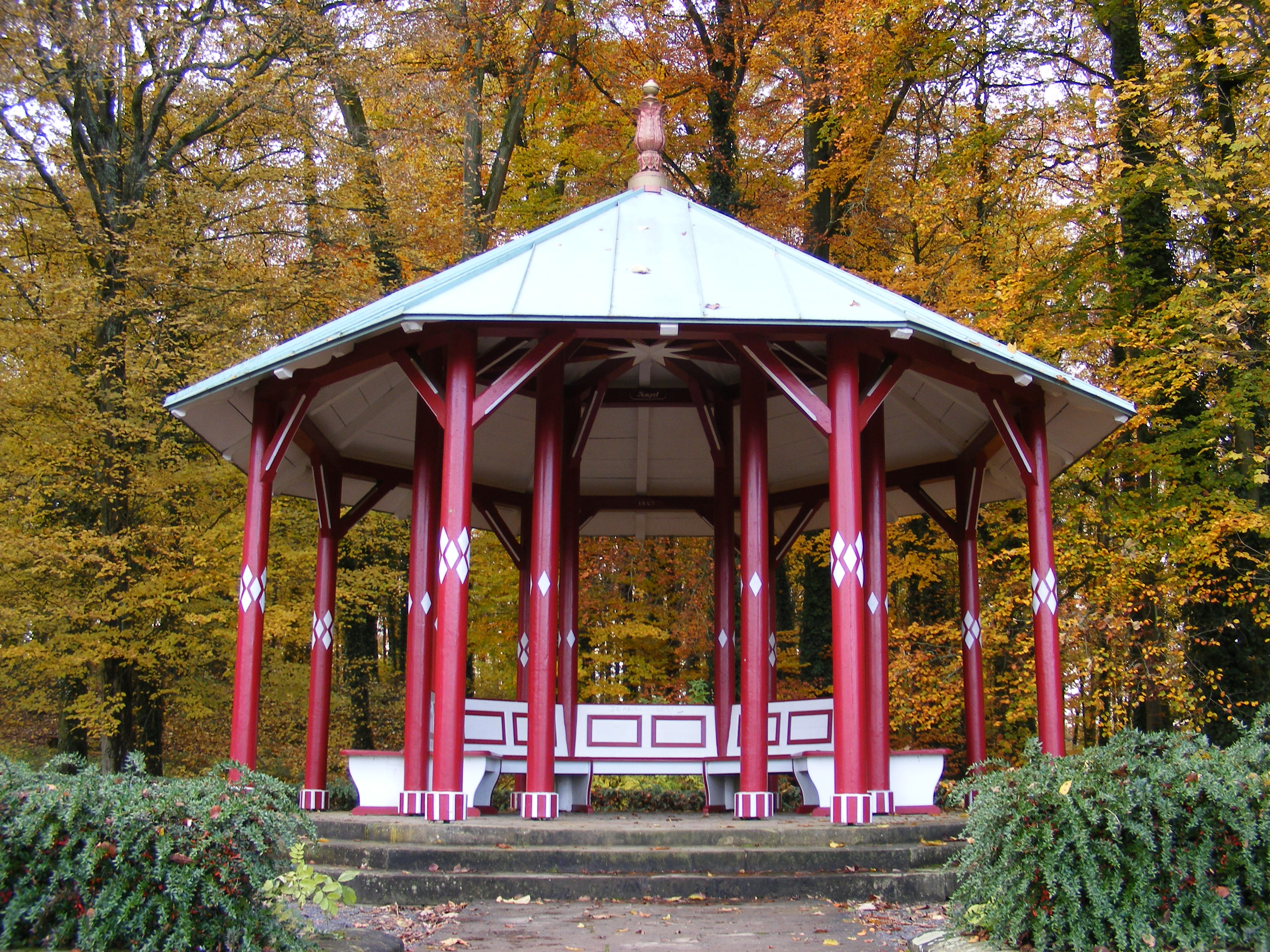
Rundtempel

Der Rundtempel entstand als weiteres Ergebnis der Altenberg-Umgestaltung als Rastplatz und Aussichtspunkt. Der Rundtempel gehört zu den Bad Kissinger Baudenkmälern und ist unter der Nummer D-6-72-114-365 in der Bayerischen Denkmalliste registriert.
Der Rundtempel befindet sich am höchsten Punkt des Altenbergs und ist ein roter Holzbau mit grünem Pyramidendach. Zwei Kränze von Rundstützen tragen das Pyramidendach des Rundtempels.

### Sonnensalett

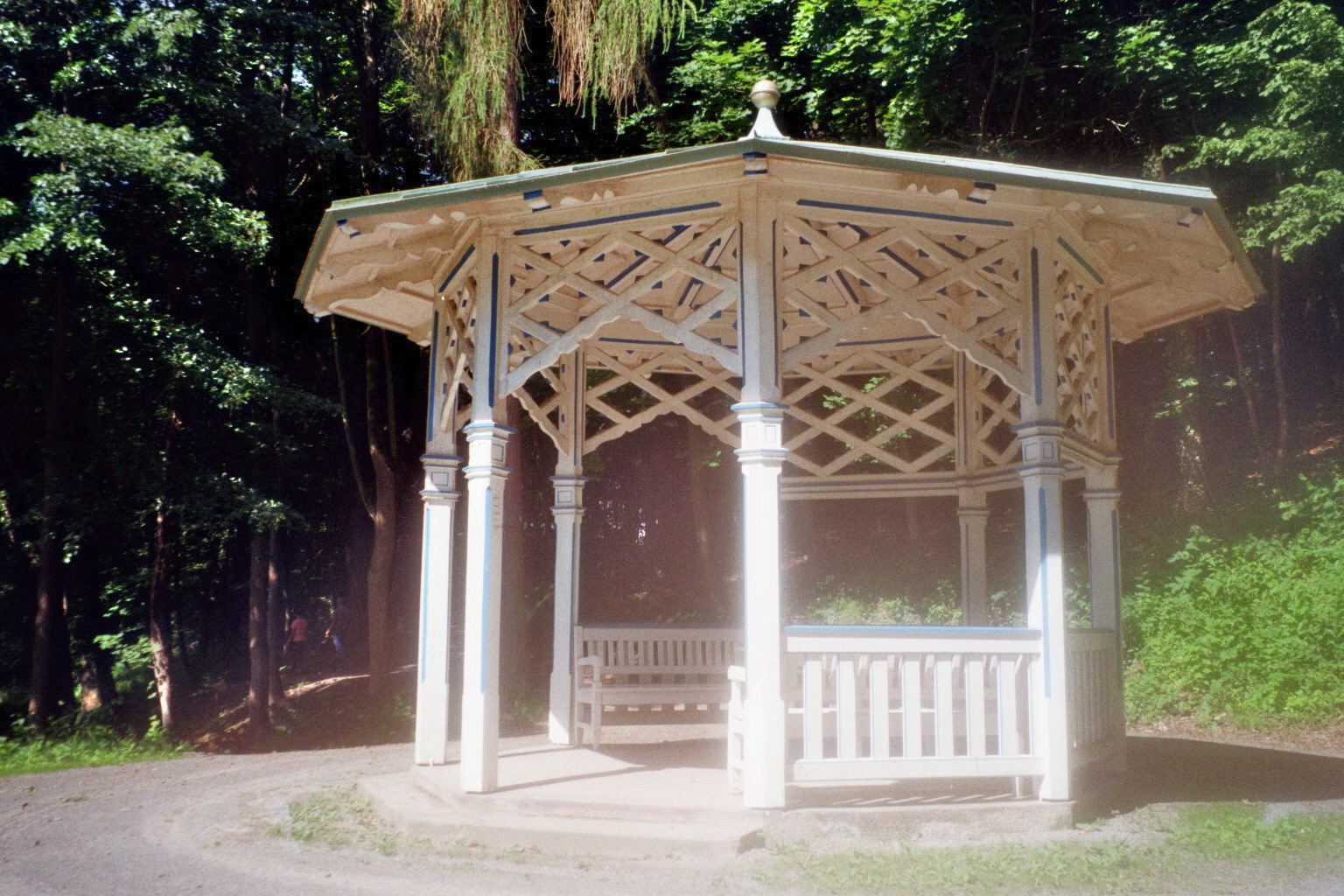
Sonnensalett

Das Sonnensalett gehört zu den Bad Kissinger Baudenkmälern und ist unter der Nummer D-6-72-114-366 in der Bayerischen Denkmalliste registriert.
Das Sonnensalett entstand als weiteres Ergebnis der Altenberg-Umgestaltung als Rastplatz und Aussichtspunkt. Es handelt sich um einen achteckigen Bau aus weißem Holz mit Pyramidendach. Das Sonnensalett beherbergt eine Ruhebank. Die Stützen des Sonnensaletts sind in ihrem oberen Drittel mit einem Netzmuster aus sich durchdringenden Streben versehen.

### Sisi-Denkmal

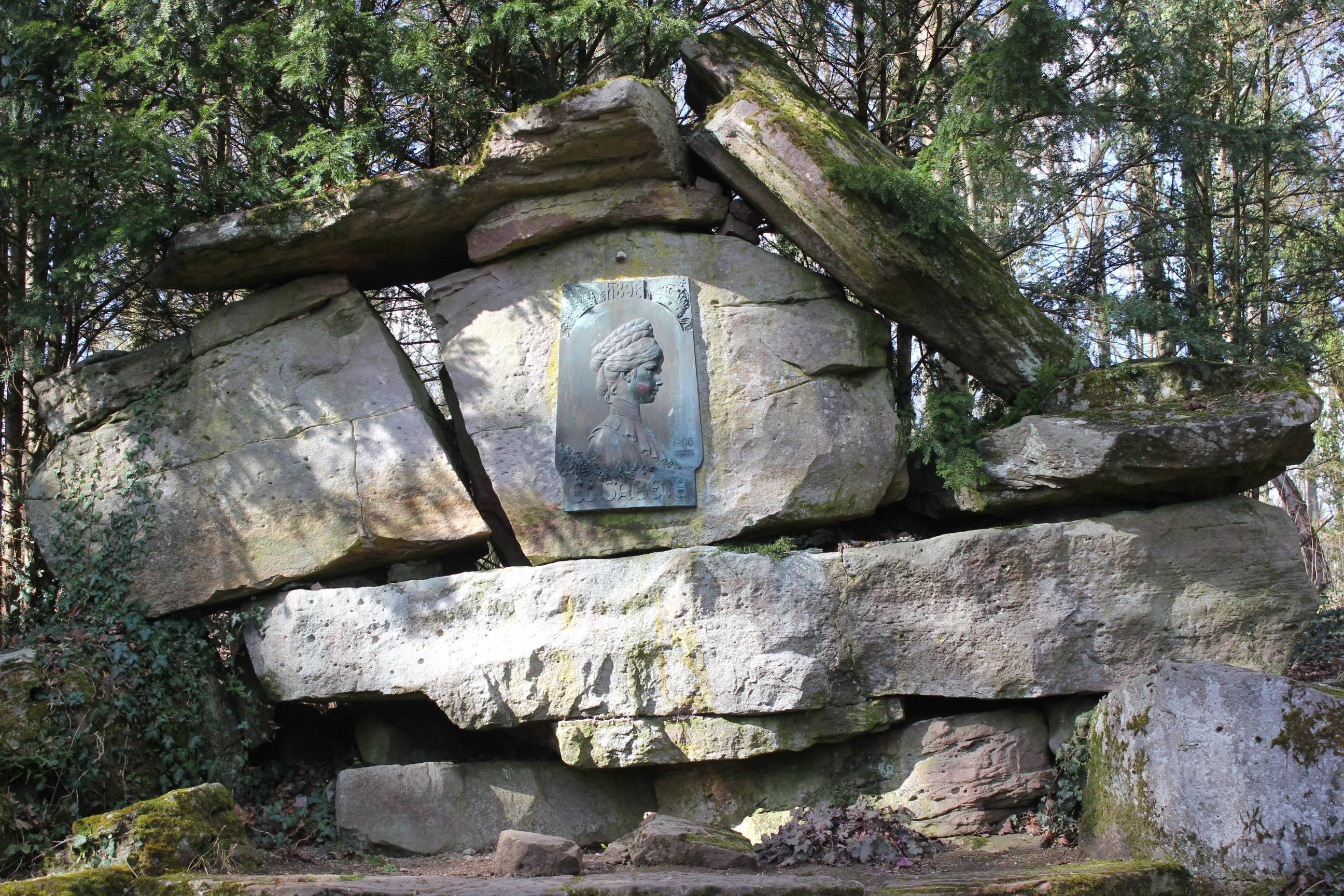
„Sisi“-Denkmal

Das zu Ehren der Kaisern Elisabeth errichtete „Sisi“-Denkmal gehört zu den Bad Kissinger Baudenkmälern und ist unter der Nummer D-6-72-114-127 in der Bayerischen Denkmalliste registriert.
Die Tafel mit einem Porträt der Kaiserin wurde nach einem Modell des aus dem böhmischen Reichenberg stammenden Emanuel Gerhart von der in Geislingen an der Steige ansässige Württembergische Metallwarenfabrik gegossen. Die Bepflanzung um die Gedenktafel stammt vom königlichen Kurgärtner Wolfgang Singer.

### Bildstock
Der Bildstock mit einer Mariendarstellung befindet sich am Altenbergweg, der von der Bismarckstraße aus auf den Altenberg führt. 
Auf einem verwitterten Vierkantschaft aus dem Jahr 1758 steht ein um 1926 entstandener, rundbogig schließender Aufsatz mit einem Majolikarelief Madonna mit Kind. Aufsatz und Relief stammen von Bildhauer Balthasar Schmitt; es findet sich die Signatur „B. S.“.
Eine Kopie des Bildstocks befindet sich in Privatbesitz.